# NGC 3551
NGC 3551 é uma galáxia elíptica (E) localizada na direcção da constelação de Leo. Possui uma declinação de +21° 45' 33" e uma ascensão recta de 11 horas, 09 minutos e 44,3 segundos.
A galáxia NGC 3551 foi descoberta em 24 de Agosto de 1883 por Lewis A. Swift.